# Gerald R. Ford Presidential Library
Pour les articles homonymes, voir Bibliothèque présidentielle (homonymie) et Gerald Ford.
La bibliothèque présidentielle Gerald R. Ford (en anglais : Gerald R. Ford Presidential Library) appartient au système des bibliothèques de la National Archives and Records Administration. Elle se trouve au 1000 Beal Avenue sur le campus nord de l'Université du Michigan à Ann Arbor (Michigan), où Gerald Ford fit ses études. Elle abrite des documents écrits et audiovisuels sur la vie et la carrière politique de Gerald Ford, le 38e président des États-Unis.